# Le Pauvre Cœur des hommes (film, 1955)
Pour le roman initial, voir Le Pauvre Cœur des hommes.
Pour plus de détails, voir Fiche technique et Distribution.
Le Pauvre Cœur des hommes (こころ, Kokoro) est un film japonais réalisé par Kon Ichikawa et sorti en 1955.
Il s'agit de l'adaptation du roman éponyme de Natsume Sōseki.

## Synopsis
L'étudiant Hioki se prend d'amitié pour un homme plus âgé, Nobuchi, son ancien professeur. Celui-ci vit en reclus à Tokyo, semblant cacher un passé trouble. Il visite souvent la tombe d'un ami défunt, Kaji, tout en interdisant à sa femme de le suivre. Peu à peu, Nobuchi semble s'ouvrir à Hioki. C'est alors que celui-ci, diplômé, rentre à la campagne afin de se rendre au chevet de son père mourant. C'est là, loin de Tokyo, que Hioki reçoit une lettre testament de Nobuchi qui lui raconte son passé d'étudiant : Nobuchi semble avoir eu une passion exclusive pour son meilleur ami Kaji ; tous deux emménagèrent dans une pension familiale, chez une veuve et sa fille ; là Kaji sortit de sa vie taciturne et tomba amoureux de la fille de la maison ; mais Nobuchi ne le supportant pas poussa Kaji au suicide en annonçant ses fiançailles avec la jeune femme. Nobuchi épousera Shizu, mais ne lui offrira qu'une vie morose, en ne parvenant pas à oublier Kaji. Lorsque Hioki arrive chez Nobuchi, il est trop tard, et Nobuchi s'est suicidé à son tour.

## Fiche technique
- Titre : Le Pauvre Cœur des hommes
- Autre titre : Kokoro[1]
- Titre original : こころ (Kokoro?)
- Réalisation : Kon Ichikawa
- Scénario : Katsundo Inomata et Keiji Hasebe, d'après le roman homonyme de Natsume Sōseki
- Musique : Masao Ōki
- Directeurs de la photographie : Takeo Itō et Kumenobu Fujioka
- Décors : Kazumi Koike
- Montage : Masanori Tsujii
- Société de production : Nikkatsu
- Pays de production : Japon
- Lange originale : japonais
- Format : noir et blanc - 35 mm[2]
- Genre : drame
- Durée : 122 minutes[2]
- Date de sortie : le 30 août 1955 au Japon[3],[4]

## Distribution
- Masayuki Mori : Nobuchi
- Michiyo Aratama : Shizu
- Tatsuya Mihashi : Kaji
- Shōji Yasui : Hioki
- Tanie Kitabayashi : la mère de Hioki
- Akiko Tamura : veuve